# جولین تای
جولین تای (انگلیسی: Jolin Tsai؛ زادهٔ ۱۵ سپتامبر ۱۹۸۰) خواننده، بازیگر و رقصنده تایوانی است. او برای نوآوری در موسیقی و تصویر مشهور است و نقش مهمی در عمومی‌کردن موسیقی رقص الکترونیک در چین بزرگ داشته است. او با لقب‌هایی همچون «ملکه سی-پاپ»، «ملکه رقص آسیا» و «مدونای آسیایی» شناخته می‌شود. او با انتشار آلبوم‌هایی موفق از لحاظ تجاری و نظر منتقدان، توانسته محبوبیت زیادی در کشورهای چینی‌زبان پیدا کند و در سراسر جهان، طرفدارای داشته باشد.